# Canonical

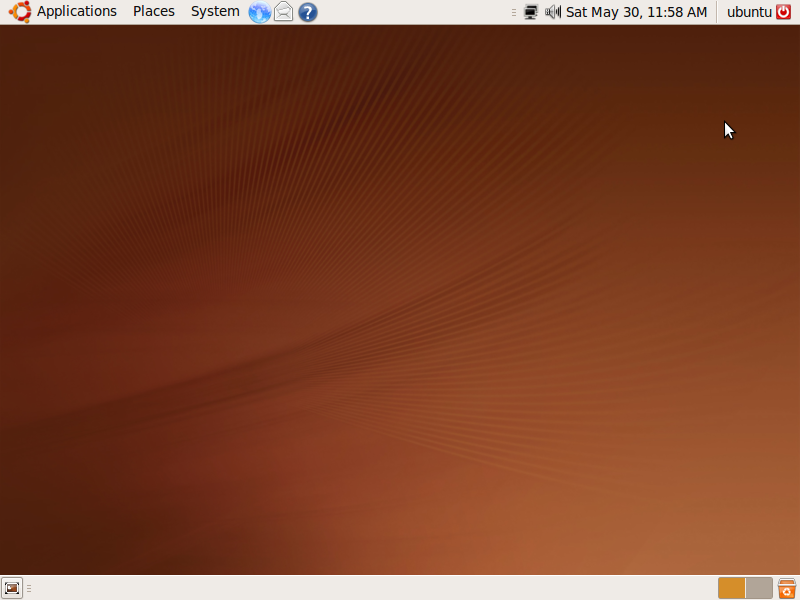
Ubuntu

Canonical Ltd. és una empresa privada fundada i finançada pel sud-africà Mark Shuttleworth per a la promoció dels projectes sobre programari lliure. Canonical està registrada a l'Illa de Man i la plantilla de treballadors està distribuïda a per tot el món, encara que les seves principals oficines estan a Londres i una oficina de suport a Montreal.

## Projectes esponsoritzats per Canonical
Canonical Ltd ha creat i continua desenvolupant diversos projectes que ella mateixa, com a empresa ha creat. Principalment són de Programari lliure/Codi obert programari o eines dissenyades per millorar la col·laboració entre els desenvolupadors de programari lliure i els seus contribuïdors.

### Programari de codi obert
- La família d'Ubuntu de les distribucions GNU/Linux:
  - Ubuntu, una distribució de Linux basada en Debian amb l'escriptori GNOME.
  - Kubuntu, l'escriptori KDE damunt el nucli d'Ubuntu.
  - Xubuntu, l'escriptori Xfce damunt el nucli d'Ubuntu.
  - Edubuntu, el nucli d'Ubuntu millorat específicament per entorns educacionals.
  - Gobuntu, una variant d'Ubuntu que està feta només amb programari lliure.
- Bazaar, un sistema descentralitzat de Control de versions.
- TheOpenCD, una col·lecció de programari lliure de gran qualitat dissenyat especialment per a usuaris de Microsoft Windows.